# Aleksеj Brjanskij
Aleksеj Sеrgеjevitj Brjanskij (ryska: Алексей Сергеевич Брянский), född 14 september 1997 i Irkutsk, är en rysk simmare.
Brjanskij tävlade för Ryssland vid olympiska sommarspelen 2016 i Rio de Janeiro, där han blev utslagen i försöksheatet på 50 meter frisim.